# Enlevering

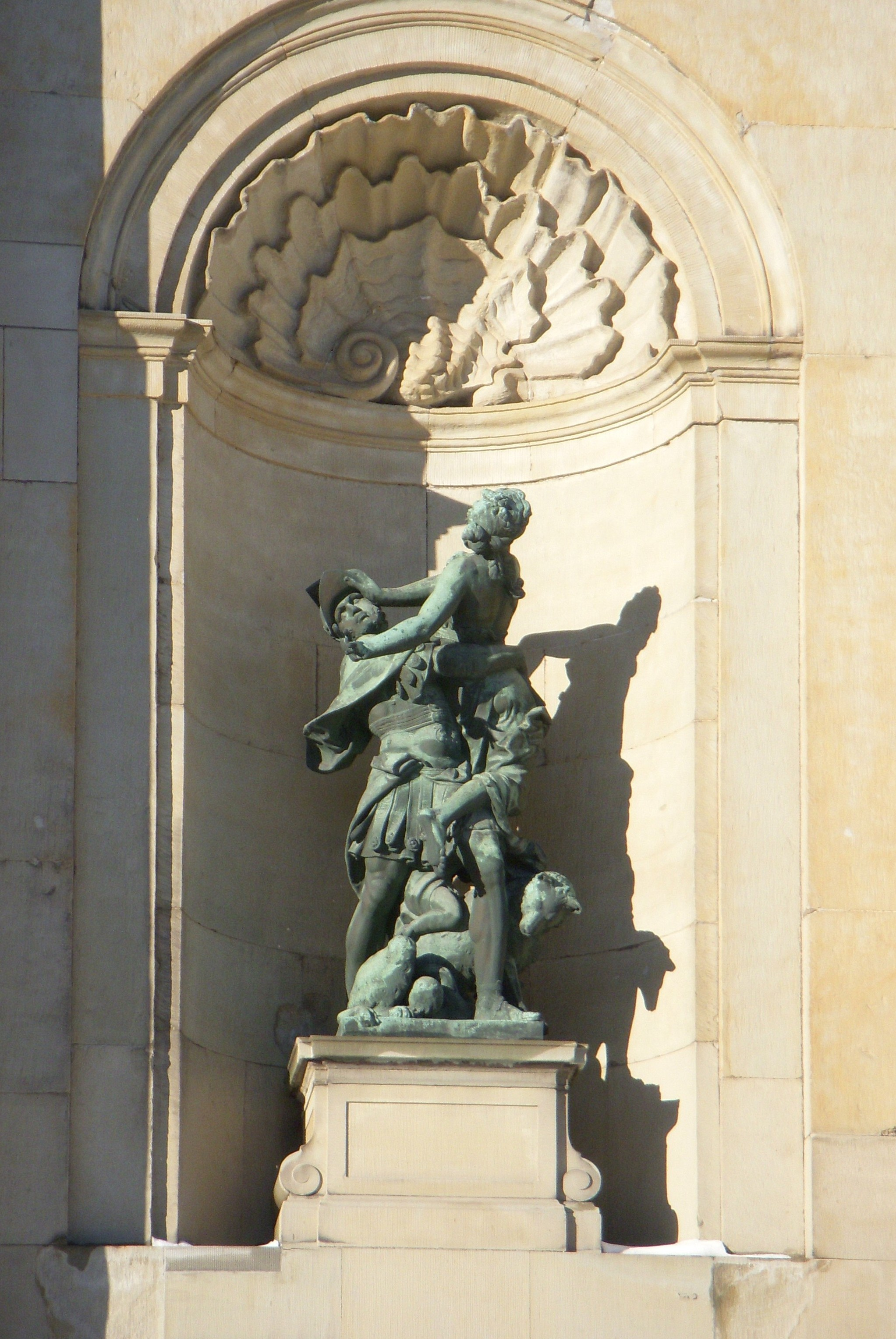
"Pluto och Prosperpina" i Enleveringsgruppen av Bernard Fouquet på Stockholms slott.

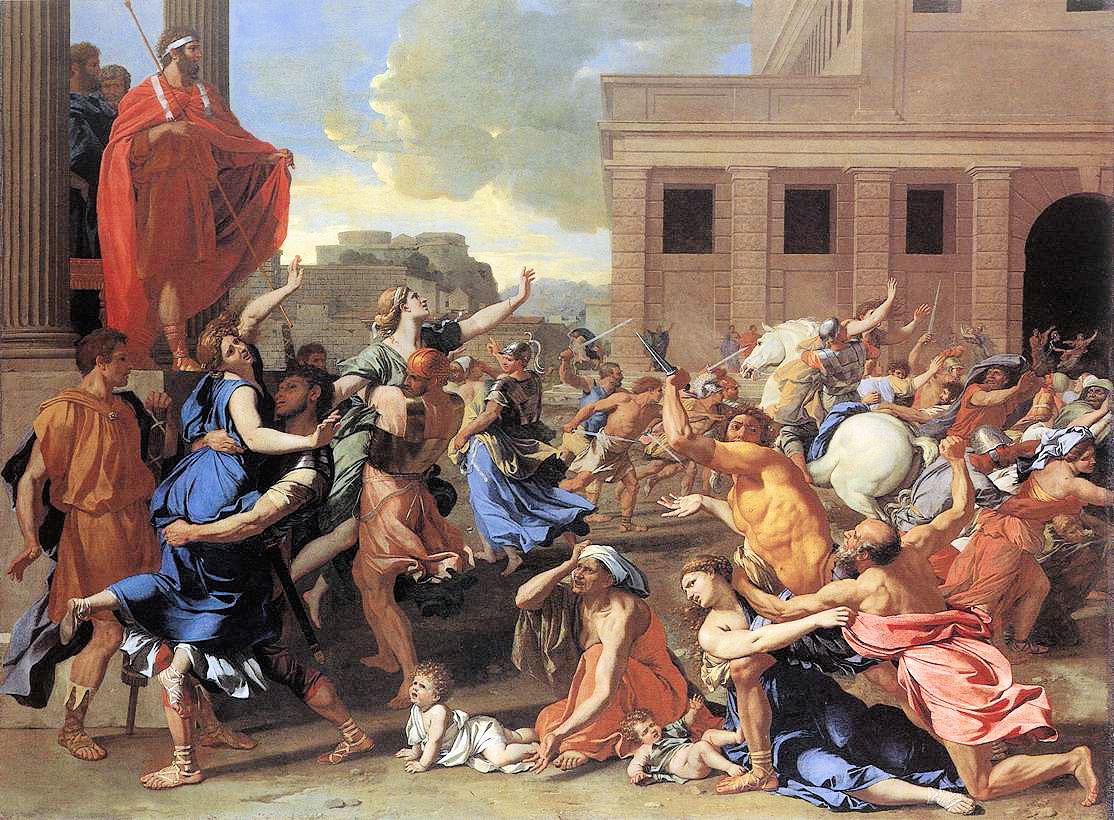
Sabinskornas bortrövande (målning av Nicolas Poussin)

Enlevering (även brudrov, lat. abductio) är ett – åtminstone i Sverige – idag föråldrat uttryck innebärande bortförande av kvinna i uppsåt att förmå henne till giftermål eller otukt, oaktat om kvinnan samtycker till gärningen. Idag görs i regel skillnad på fall där en kvinna frivilligt låter sig bortföras av en pojkvän i syfte att gifta sig med eller ha sex med honom mot släktens vilja – vilket tenderar att inte vara olagligt och kan vara en form att utföra ett samvetsäktenskap, dvs utöva ett förhållande utanför eller mot släktens vilja – och på fall där mannen utövar tvång mot kvinnan vid bortförandet och/eller inför efterföljande giftermål eller samlag. Det senare är olagligt i så gott som alla länder. Vanligen avses med begreppet den form där tvång och fysiskt våld utövas mot kvinnan. I modernare tid förekommer fall där bortförandet är våldsamt men förbundet med viss betänketid för övertalning, men där en brud som konsekvent och upprepat tackar nej ska återbördas till sin familj.
Enlevering mot manliga parter är ovanligare men förekommer inte minst i Indien, och iscensätts då ofta av brudens familj. Det har som regel sammanhängt med oförmåga att betala hemgift. Då hemgiften är en integrerad del av den indiska familjerätten hålls sedan maken fast med hot om en utdragen civilrättslig process. Lagstiftning mot tvångsäktenskap är ofta ojämställd vilket gör dessa äktenskap svårare att upplösa sedan de ingåtts (ofta under direkt fysiskt hot). Hos enskilda parter som utövar enlevering som en form av friande, om än mer drastisk än sådan som anses acceptabel i västländer, har även förekommit att brudens kvinnliga bekanta fört bort brudgummen på ett liknande sätt. Dessa befinner sig i någon form av juridisk gråzon då konsekvenserna om motparten (ofta en flick- eller pojkvän) inte vill ingå äktenskapet har snarare social karaktär.
Dithörande förbrytelser var tidigare i den svenska Strafflagen liksom i åtskilliga utländska upptagna i kapitlet om brott emot annans frihet, så straff tillämpades endast i sådana fall då kvinnan ej samtyckt till bortförandet. Dessutom var straff stadgat för följande fall då kvinnan varit med om saken: 
1. om kvinnan ej fyllt femton år och bortförandet skedde utan samtycke av hennes målsman,
2. om kvinnan var omyndig och bortfördes från fader eller moder eller dem, som var i deras ställe, samt
3. då någon bortförde gift kvinna från hennes man i uppsåt att förmå henne till otukt.

Straffet för det svåraste fallet av enlevering, nämligen då bortförandet skett mot kvinnans vilja, var straffarbete. Om den, som gjort sig skyldig till enlevering eller varit delaktig däri, gift sig med kvinnan, fick åtal ej äga rum, såvida ej blivit dömt till återgång av giftermålet.

## Främmande rätt och kultur
Vissa utländska strafflagar upptog enlevering bland sedlighetsbrotten tidigare. 
Enlevering (raptus) utgör i den kanoniska rätten en grund för nullitet av äktenskap. Om det sker av omyndig över en delstatsgräns i USA är gärningen på sina håll straffbar där. I England och Wales stadgas i dag straff för den som för bort en person under 16 år från föräldrarna, och innebär alltså bl.a. att enlevering av en yngre person där kan lagföras. Såsom kulturellt fenomen förekommer enlevering idag i Europa dock bara i Tjetjenien. Hos vissa folk i Afrika och Asien, som Kirgizistan, Kazakstan, Turkmenistan, och Karakalpakien (där 20% av äktenskapen sker på detta sätt 2010) förekommer det också. I Kina var fenomenet känt som qiangqin.
Raptus uppstår eftersom samhällen har starka stigma mot sex eller utomäktenskapliga barn. Män, som av fattigdom eller lyte ej kan gifta sig har då att välja på raptus eller förbli ungkarl. Det förekom att kvinnan själv initierade raptus för att förmå föräldrar att acceptera giftermål. 

## Media
Det finns ett stort antal filmer och böcker som behandlar ämnet.

### Film
¡Átame!  - en spansk film från 1990 av Pedro Almodóvar, med Antonio Banderas. Hwal en koreansk film från 2005, av Kim Ki-duk. En mer känd film är kanske Borat från 2006, där Sacha Baron Cohen, försöker gifta sig med Pamela Anderson. Den italienska filmen La moglie più bella från 1970. Кавказская пленница, или Новые приключения Шурика, en sovjetisk komedi från 1967.

### Opera
Enleveringen ur Seraljen är en opera skriven av Wolfgang Amadeus Mozart 1782. Librettot är skrivet av J. G. Stephanie och bygger på ett libretto till en annan opera av Johann André.

### Böcker
Arthur Conan Doyle beskriver i en av sina berättelser om Sherlock Holmes, The Solitary Cyclist, hur ett brudrov planeras, utförs och - tack vare den eponymiske mysteriekaraktären men även Holmes - misslyckas.